# Куріпка-шпороніг цейлонська
Куріпка-шпороніг цейлонська (Galloperdix bicalcarata) — вид куроподібних птахів родини фазанових (Phasianidae). Ендемік Шрі-Ланки.

## Опис

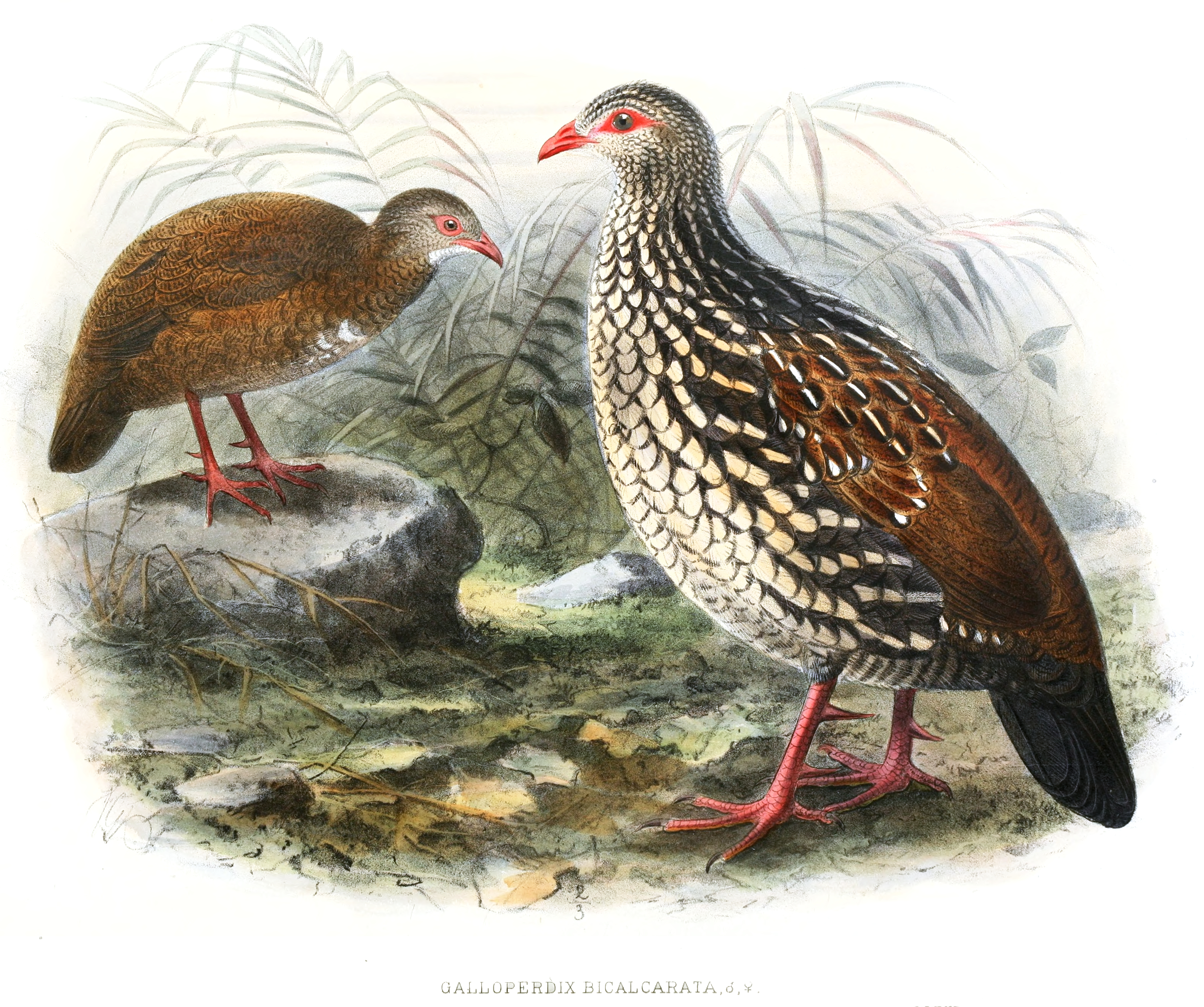
Цейлонські куріпки-шпороноги

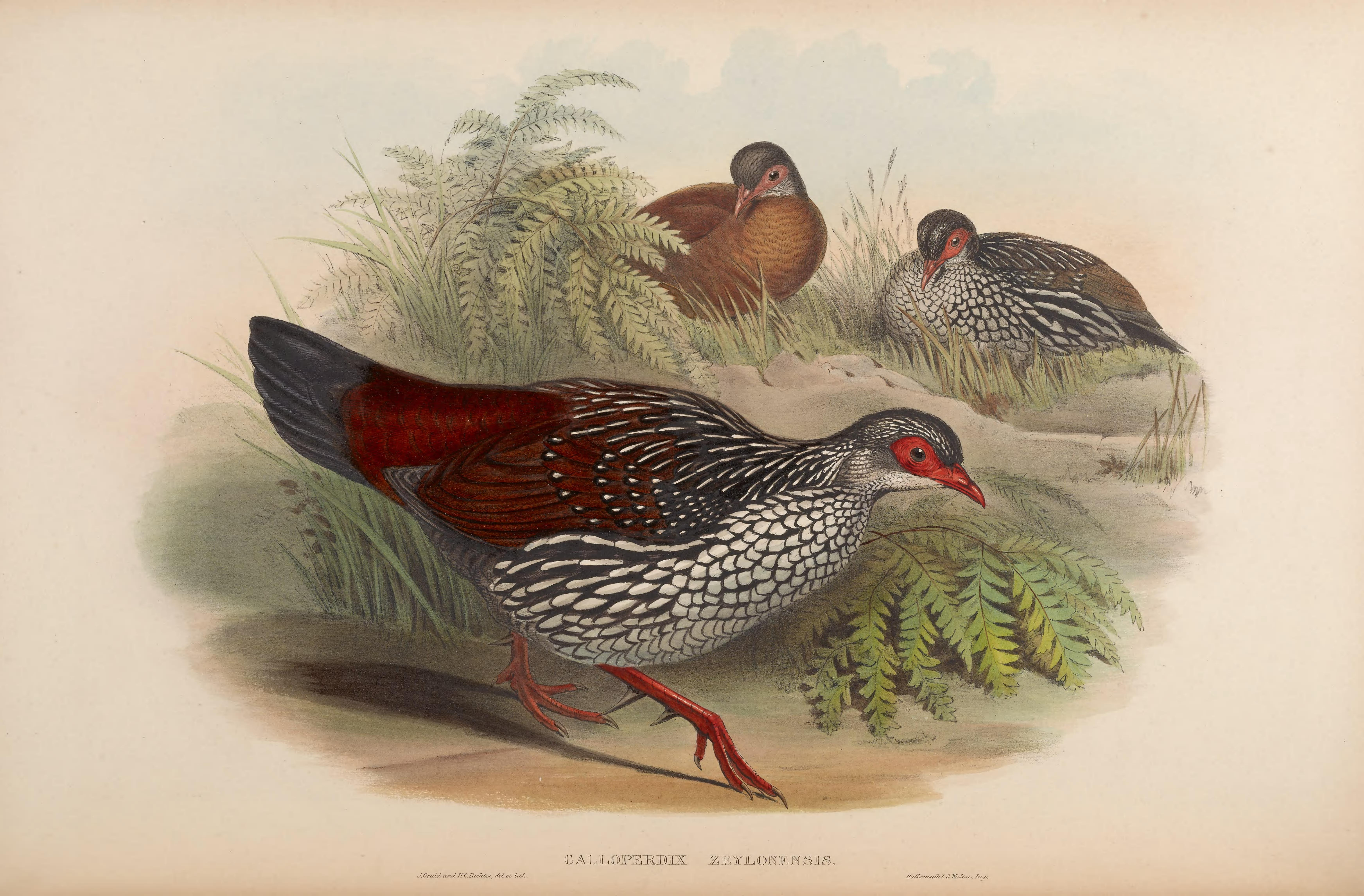
Цейлонські куріпки-шпороноги

Довжина птаха становить 34-37 см. У самців сильно поцяткована дрібними білими плямками. Решта тіла переважно коричнева, хвіст чорний, нижня частина тіла і крила сильно поцятковані білими смужками з чорними краями. На обличчя пляма голої червоної шкіри. Лапи червоні, на них дві помітні шпори. Самиці мають переважно коричневе забарвлення, нижня частина тіла у них більшрудувата, голова, крила і хвіст чорнуваті, плямки в оперенні відсутні. На лапах у них також є шпори.

## Поширення і екологія
Цейлонські куріпки-шпороноги мешкають на півдні і в центрі острова Шрі-Ланка. Вони живуть в густому підліску первинних вологих тропічних лісів, уникають вторинних заростей. Зустрічаються на висоті до 1500м над рівнем моря. Зустрічаються парами або невеликими сімейними зграйками. Ведуть прихований спосіб життя, при небезпеці вони можуть відлетіти на коротку відстань, однак роблять це неохоче і на коротку відстань, частіше втікаючи пішки. Живляться ягодами, насінням і безхребетними, зокрема комахами, слимаками і павуками, яких шукають в лісовій підстилці. Цейлонські куріпки-шпороноги  є моногамними і дуже територіальними птахами. Сезон розмноження у них припадає на сезон дощів і триває з листопада по березень, пік гніздування припадає на березень-лютий, однак іноді птахи розмножуються в інший період року. В кладці від 2 до 5 яєць, які відкладаються в заглибину в землі.